# Кончул (манастир)
Вижте пояснителната страница за други значения на Кончул.
Ко̀нчул или Ко̀нчулич (на сръбски: Кончул, Кончулић) е сръбски православен манастир, посветен на Николай Чудотворец. Разположен край левия бряг на река Ибър, на 3 km югоизточно от град Рашка, в землището на село Гнилица.

## История
Манастирът се споменава за първи път в Студенишкия типик от началото на XIII век. Смята се че негов ктитор е великият жупан Стефан Неманя, който го обновява или изгражда около 1175 година. По време на крал Стефан Милутин (1282 – 1321) е център на епископия и в него се замонашва бъдещият сръбски архиепископ Данило II (1324 – 1337). В началото на XIV век, по време на управлението на крал Милутин, манастирът става седалище на новосъздадената Кончулска епископия. Разрушен е през 1689 година по време на Голямата турска война.
Католиконът „Свети Никола“ е възстановен в 1861 година. Църквата започва да работи като енорийски храм, а с изграждането на конаци и пристигането на монахини бежанки от разорения косовски манастир „Света Троица“ в Мушутище в 2000 година, става отново манастир.
От 1975 година до 1979 година са извършени археологически проучвания и консервационни работи.

## Архитектура
Оригиналната църква е изографисана. Останки от стенописи, парчета от архитектурна пластика и находки от керамичен материал и натрошени мраморни надгробни плочи, използвани вторично при ремонта, говорят за съществуването на църквата през XIV век, което не изключва възможността за по-ранна датировка. Разкрит е некропол, който е по-стар от оригиналната църква. По протежение на обширната манастирска стена са открити останки от конаци, входове и стълби, както и други съпътстващи сгради.
По време на ремонта църквата до голяма степен запазва основната концепция на оригинала, с изключение на параклиса и параклиса от северната страна. Тя е еднокорабна, с полукръгла олтарна апсида и правоъгълен параклис от южната страна. Извършен е коренен ремонт в горните зони, както и в интериора.
Иконостасът е конструиран и украсен с икони преди освещаването на църквата в 1904 година. Престолните икони „Света Богородица с Христос“ и „Иисус Христос“ са от средата на XIX век, дело на неизвестен майстор. Останалите иконостасни икони, надпрестолният кръст, иконата на Света Троица и изображението на Свети Архангел Михаил и Свети Василий Велики в плитките ниши над входа в наоса са дело на видния дебърски зограф Аврам Дичов и тайфата му. На базата на датировката на надпрестолния кръст - 1902, вероятно това е и годината на изработване на иконостаса. В цокълната зона има старозаветни сцени, в престолния ред са „Иисус Христос“, „Богородица с Христос“ и „Свети Никола и Свети Сава“, а над тях в два хоризонтални реда са иконите на Великите празници, апостолите и други светци. На върха има монументално разпятие. Иконостасът има три входа, но двери има само на централния.